# Rhagoletis turpiniae
Rhagoletis turpiniae är en tvåvingeart som beskrevs av Hernandez-ortiz 1993. Rhagoletis turpiniae ingår i släktet Rhagoletis och familjen borrflugor. Inga underarter finns listade i Catalogue of Life.